# Maria Lagergren
Anna Maria Lagergren, tidigare Kronkvist, född 8 januari 1919 i Risinge församling, Östergötlands län, död 14 maj 1995 i Linköpings domkyrkoförsamling, Östergötlands län, var en svensk politiker (s).

## Biografi
Maria Lagergren föddes 1919 i Risinge socken. Hon var dotter till järnarbetaren Ernst Ludvig Valentin Kronkvist och Judit Alfrida Maria Lind. Hon var från 1973 till 1985 ledamot av Linköpings kommunfullmäktige och från 1978 till 1980 ledamot i styrelsen för Tekniska verken AB.
Landberg var ledamot av riksdagens första kammare 1974-1985, i Östergötlands läns valkrets.